# Fuck You (cântec de Lily Allen)
„Fuck You” (cunoscut și sub numele provizoriu Guess Who Batman) este al treilea cântec lansat ca disc single de pe albumul It's Not Me, It's You al cântăreței britanice Lily Allen.

## Formate
Promo - CD Single (Regal/EMI 9641592/EAN 5099996415924)
1. „Fuck You” (versiune explicită)  3:42
2. „Fuck You” (versiune cenzurată)  3:40

Promo - CD Single (Regal/EMI)
1. „Fuck You” 3:43

Fuck You - EP
1. „Fuck You”
2. „Why”
3. „Everyone's At It”
4. „Not Fair” (Style of Eye Remix)
5. „The Count (aka Hervè) and Lily Face the Fear”
6. „Not Fair” (editare radio)
7. „Mr Blue Sky”
8. „The Fear”

Single pentru Germania / Download Single 
1. „Fuck You”
2. „Why”
3. „Not Fair” (Style Of Eye Remix)
4. „The Count (aka Hervé) And Lily Face The Fear”
5. „Not Fair” (versiunea de radio cenzurată)

## Performanța în clasamente

### Clasamente
| Clasament (2009)                | Poziția maximă |
| ------------------------------- | -------------- |
| Australian ARIA Singles Chart   | 23             |
| Austrian Singles Chart          | 64             |
| Belgian Singles Chart (Flandra) | 1              |
| Belgian Singles Chart (Valonia) | 2              |
| Canadian Hot 100                | 37             |
| Dutch Top 40                    | 3              |
| Finland Singles Chart           | 4              |
| French Singles Chart            | 7              |
| German Singles Chart            | 64             |
| Norwegian Singles Chart         | 4              |
| Swedish Singles Chart           | 18             |
| Swiss Singles Chart             | 5              |
| UK Singles Chart                | 154            |
| S.U.A. Billboard Hot 100        | 68             |